# Doru Gaita
Doru Gaita  (n. 1946) este un doctor-inginer în Știința și ingineria materialelor, care a deținut calitatea de senator în legislatura 1996 - 2000. În cadrul activității sale paralamentare, Doru Gaita a fost membru în grupurile parlamentare de prietenie cu Republica Indonezia, Republica Franceză-Senat și Republica Iugoslavă Macedonia.

## Biografie
Doru Gaita s-a născut la data de 5 august 1946 în Teliu - Brașov. După absolvirea în anul 1964 a Liceului pe atunci "Școala Medie” nr. 2 din Caransebeș, a urmat cursurile Facultății de Construcții din cadrul Institutului Politehnic Traian Vuia din Timișoara actuala Universitate „Politehnica”, obținând diploma de inginer în anul 1969.
După absolvirea facultății, a lucrat la ICSH Hunedoara din 1 septembrie 1969, fiind repartizat din prima zi la Furnalul nr. 5, aflat în RK, pe schimbul 3. A parcurs toate treptele ierarhice ale meseriei, de la inginer stagiar până la director general al ICSH Hunedoara, funcție pe care a deținut-o în perioada 1990-1996. A candidat pe listele PSD pentru Senatul Romaniei și a câstigat alegerile devenind senator în legislatura 1996-2000. Din luna februarie 2001 a revenit la Hunedoara ca director general și președinte al Consiliului de Administrație (CA) la Combinatul Siderurgic ,,Siderurgica” Hunedoara până în luna februarie 2005. În perioada 2001-2005 a deținut și funcția de Președinte Romprofile, reprezentând Romania în această funcție în țară și străinătate. În această perioadă, sub coordonarea sa directă, s-au pus în funcțiune la Hunedoara: Cuptorul Electric numărul 3 de 100 tone, dotat cu toate modernizările la nivel mondial.Turnarea Continuă cu cinci fire.S-a negociat tehnic execuția unui laminor modern pentru profile economice,renegociat și executat in 2010, de fapt singurele obiective care mai funcționează în siderurgia hunedoreană. În perioada 1991 - 2006 a fost membru al Consiliului Director al UniRomSider, vicepreședinte și membru în CA al Societății Române de Metalurgie, membru al Asociației Profesionale CREMSID Bucuresti. Ca urmare a experienței câștigate, între anii 1969 - 1999, în coordonarea în proiectare, execuție practică și punerea în funcțiune a numeroase obiective ca furnale, oțelării, instalații de producere oțeluri speciale pentru industria strategică, cocserii, linii CF industriale, etc., în toată această perioadă, a întocmit, prezentat și publicat lucrări științifice. A obținut în anul 2000 la Universitatea Politehnica Timișoara, titlul științific de doctor inginer în specialitatea Știința și ingineria materialelor cu teza "Cercetări privind influența tratamentelor termice asupra comportării structurilor sudate cu grad ridicat de solicitare”. 
A urmat stagii de perfecționare: -1984 Cursuri CEPECA pentru Pregătirea cadrelor de specialitate, Metode de organizarea și conducere a producției cu diploma - 1987 Curs de perfecționare Centrul de Organizare și Cibernetică în Construcții cu diplomă, -1991 Institutul Internațional de Management și Marketing cu diploma -1992 MLPAT COCC direcția perfecționare management cu diplomă, -1993 Institutul Român de Managementul restructurării și dezvoltării cu diplomă - 1993 MLPAT - diplomă de Responsabil tehnic cu execuția secțiunea I, II, III, IX. construcții metalice, edilitare, căi ferate, autostrăzi, instalații, CCIA, rezistență și stabilitate, izolații, siguranța în exploatare, protecția mediului - 2010 MDRT Certificat de atestare Auditor Energetic.
Este cunoscător al limbilor străine engleza și franceza, scris și vorbit.
Este membru al European Convention for Constructional Steelwork (ECCS), fiind membru fondator al Asociației Producătorilor de Construcții Metalice din România, având și funcția de vicepreședinte între anii 2002 - 2014. Afilierea europeană a făcut-o în întâlnirea specială tehnică în acest scop la Veneția - Italia.
A participat la mai multe misiuni economice din partea României în USA, Canada, Georgia, Azerbaidjan, Armenia, Franța, Belgia, Italia, Turcia, Argentina, Brazilia, Africa de Sud, China, Hong Kong.
Este căsătorit cu Delia-Liliana, inginer și au doi fii.
A organizat și susținut mai multe acțiuni culturale în municipiul Hunedoara, printre care Gala Om Bun realizator Victor Socaciu în anul 1995 la Castelul Corvinestilor, singura ediție de vară și la care au participat toți cantautorii de folk din România, două ediții ale emisiunii "Ceaiul de la ora 5”, realizator Marina Almășan cu invițati hunedoreni Mihai Leu și Horia Moculescu, spectacolul Tezaur Folcloric realizator Marioara Murărescu, spectacolul "Muntele Dragostei” cu Leopoldina Bălănuță și formația hunedoreană "Canon” condusă de Mircea Goian, a fost organizatorul primei ediții a festivalului "Drăgan Muntean" în Poienița Voinii, a inițiat și susținut spectacolele de muzică clasică "Toamna Muzicală Hunedoreană”, numeroase concerte de chitară clasică, trei concerte de vioară cu Ștefan Ruha și Ecaterina Botar la orgă, concerte de rock "MetalUrgia” cu cele mai cunoscute formații din țară, concerte de jaz cu Anca Parghel, Gyuri Pascu, Bella Kamocsa în colaborare cu Florian Lungu și Titus Andrei, a susținut spectacole în Hunedoara cu Ioan Bocșa și "Grupul Icoane” și Aurel Moldoveanu, 12 gale de arte vizuale cu artiști hunedoreni cu care a participat la numeroase tabere de pictură și sculptură în lemn și fontă, 6 lansări de carte, tot cu scriitori hunedoreni. Pe plan sportiv a organizat la Hunedoara Campionatul Mondial de Popice din anul 1995, Cupa Mondială de Popice din anul 2002, Cupa Europei masculin și feminin de Popice din anul 1996, campionatul European de Karate din anul 1996, a fost membru al biroului de conducere al FC Corvinul Hunedoara din anul 1985 alături de Mircea Lucescu, Nelu Nunwailer, Gelu Simoc și alții până în anul 2005, a organizat "Gala de box Mihai Leu” căruia i-a oferit condiții de antrenament la un înalt nivel competitiv, a coordonat în perioada 1980 - 1986 echipa de tenis "Constructorul Hunedoara” în divizia A împreună cu frații Hărădău și Adrian Marcu.
Încris în Partidul Social Democrat în anul 1992 (la timpul respectiv, PDSR), Doru Gaita a deținut funcțiile de consilier municipal Hunedoara în perioada 1992 - 1996, senator în Comisia Economică a Senatului în perioada 1996 - 2000 și a avut 12 inițiative legislative. Î cadrul activității sale parlamentare, Doru Găiță a fost membru în grupurile parlamentare de prietenie cu Republica Indonezia, Macedonia și Republica Franceză-Senat. În perioada 1997 - 2001 a fost membru al OSCE - Organizația pentru Securitate și Cooperare în Europa și Comisia pentru Afaceri Economice, Știinta, Tehnologie și Mediu al OSCE. În perioada 2001 - 2005 a fost membru al grupului de contact pentru industrie (programe de restructurare în vederea aderării la Uniunea Europeană), siderurgie - Bruxelles și membru OECD - Paris. În perioada 1992 - 2016 a fost membru al Comitetului Județean Hunedoara al PSD și membru al Consiliului Național al PSD. Din anul 2005 până în anul 2016 a fost vicepreședinte al Consiliului Județean Hunedoara al PSD, iar în perioada 2008 - 2016 a fost consilier județean din partea PSD.

## Activitate științifică
Doru Gaita a participat la sesiuni științifice în țară și străinătate la Montreal, Ottawa, Atena, Munchen, Lucerna, Nisa, Dusseldorf, Timișoara și Brașov, cu implicare directă în organizare și susțineri de lucrări științifice. În anul 2003 la Simpozionul știintific al ECCS Arhivat în 9 martie 2016, la Wayback Machine. a fost premiat alături de colectivul Catedrei de Construcții Metalice Timișoara.
Împreună cu același colectiv a organizat în septembrie 2006, la Poiana Brasov, România, în calitate de vicepreședinte, reuniunea anuală a ECCS, cu participarea a 29 de țări. La această reuniune s-a acordat României, Președinția ECCS pentru un an de zile ca recunoaștere științifica internațională.
Are 6 brevete de inovator în domeniul siderurgiei (vetre furnale), precum și construcții siderurgice (castele de apă, turnuri de răcire, coșuri de fum cu mare înălțime).
A publicat 24 de lucrări științifice în reviste de specialitate în țară și străinatate, ca Metal Bulletin, SMS-DEMAG Newsletter 2 / 2002 și revista de specialitate Europe Review of Business Technology Winter 2002-2003, November 2002.